# 145558 Raiatea
145558 Raiatea este un asteroid din centura principală de asteroizi.

## Descriere
145558 Raiatea este un asteroid din centura principală de asteroizi. A fost descoperit pe 17 iulie 2006 la Hibiscus de Sebastian F. Hönig. Asteroidul prezintă o orbită caracterizată de o semiaxă mare de 2,73 ua, o excentricitate de 0,17 și o înclinație de 3,2° în raport cu ecliptica.